# پورت لاینز (آلاسکا)
پورت لاینز (به انگلیسی: Port Lions) شهری در بخش کودیاک آیلند ایالت آلاسکا است که جمعیت آن در سرشماری سال ۲۰۰۰ میلادی ۲۵۶ نفر بوده‌است.